# Кардета Ест (Пиза)
Кардета Ест је насеље у Италији у округу Пиза, региону Тоскана.
Према процени из 2011. у насељу је живело 19 становника. Насеље се налази на надморској висини од 1 м.